# オートモ号
オートモ号（おーともごう、Otomo）は、白楊社が1924年（大正13年）から1928年（昭和3年）にかけて製造・販売した自動車である。「日本国外に輸出された日本車」の第1号とされる。
累計で250台以上が生産された（詳細は#生産台数を参照）。この生産台数は日本において国産量産車として先行した三菱・A型の10倍以上であり、そのためか、しばしば「日本初の（本格的な）量産乗用車」と形容されることがある。また、三菱・A型は既存のフィアットを模したものであるため、「日本の純国産技術で完成した初の量産乗用車」と形容されることもある。

## 概要

### 時代背景
オートモ号が製作された大正時代の日本では、自動車は欧米から輸入するのが一般的であり、完成車はおろか、部品単位でも日本国内で製造することはほとんどなかった。自動車製造をする者も一部にはいたが、そうした者たちも輸入した部品を用いて欧米車を模倣して製作するのが当たり前であった。
そうした時代に、豊川順彌という技術者が、私財をつぎこみ、自分で設計・製造した部品を使い、日本人によって、日本で製造した自動車がオートモ号である。
日本の国情に合わせて、小型の乗用車として製作され、エンジンはOHV空冷式を採用し、当時の日本では最も低燃費な車でもあった。

### 試作車アレス号
豊川順彌によって1912年（明治45年／大正元年）に東京・巣鴨で創業された白楊社は、当初は豊川の趣味的な組織であり、豊川が没頭していたジャイロコンパスの研究や、工業用の模型等の製造を主な事業とした。1915年（大正4年）から1917年（大正6年）にかけての米国滞在を経て、自動車製造に興味を持った豊川は帰国後に内燃機関と自動車の研究・製作を開始する。これに伴い、旋盤などの工作機械の製造が必要になり、白楊社はそれらの製造・販売を本格的に始める。
1920年（大正9年）9月に試作車の製作を始め、翌1921年（大正10年）末に試作車「アレス」号を完成させた。
試作車の製作にあたり、白楊社はハノマーグ、シトロエン、ジョルダンの完成車や、サンプルとしてエンジンを欧米から取り寄せているが、これらは独自設計の参考にするためのものとして、いずれもコピーするということはしなかった。これは白楊社が純国産車の製造を志向していたためである。
アレス号は空冷4気筒780㏄エンジンを搭載した小型の車両（S型）と、水冷4気筒1,610㏄エンジンを搭載した一回り大きい車両（M型）の2種類が製作された。水冷のM型は完成当初から問題なく走ったが、空冷のS型は最初のテストで、オーバーヒートによると思われる不具合で、すぐに止まってしまうトラブルを起こした。しかし、豊川は、日本の国情には小型車のほうが合っており、加えて、小型車には空冷エンジンのほうが向いていると開発当初から考えており、その後は空冷エンジンを搭載したS型のテストを重ねた。（#アレス号完成もあわせて参照のこと）
完成翌年の1922年（大正11年）、2台のアレス号は平和記念東京博覧会に出品されて銀賞（銀牌）を受賞。
1923年（大正12年）9月1日に関東大震災が起こると、被災によって生じた悪路を試験走行にはむしろ幸いと捉え、空冷アレス号は東京市近辺で連続走行を行い、改良が重ねられた。これにより白楊社は780㏄のエンジンでは力不足との結論に至り、4気筒はそのままに排気量を943㏄（Lヘッド）に拡大したエンジンを製作した。このエンジンを搭載した改良型アレス号は同年末までに計10台が製作された。当初のM型とS型の試作車各1台を含め、アレス号は計12台が製作されたと記録されている。

### オートモ号の完成
1923年9月に、空冷4気筒943㏄・OHV（オーバーヘッドバルブ）のエンジンを搭載した「オートモ号」の試作が始まり、翌年に試作車が完成。車名は、豊川家の先祖の姓「大伴（おおとも）」から取られている（詳細は#車名の由来を参照）。この試作車と改良型アレス号を使って、試験走行が繰り返し行われた。この試験走行は入念なもので、巣鴨の白楊社工場からの自走で、西は大阪（後述）、北は仙台（松島）まで走り、関東近郊でも箱根、碓氷峠、伊香保、塩原、草津、日光・中禅寺湖、那須などの丘陵を選んで走行が重ねられた。そうした遠征のほか、東京市内の坂は全て試走しており、市内で最も勾配がきつく路面も良くなかった江戸見坂（当時の斜度20%）では、5人乗りの状態でローギアで登れるか確認が行われたりもしている。
1924年（大正13年）8月末、オートモ号の試作車が東京から大阪までの40時間ノンストップのテスト走行に成功。

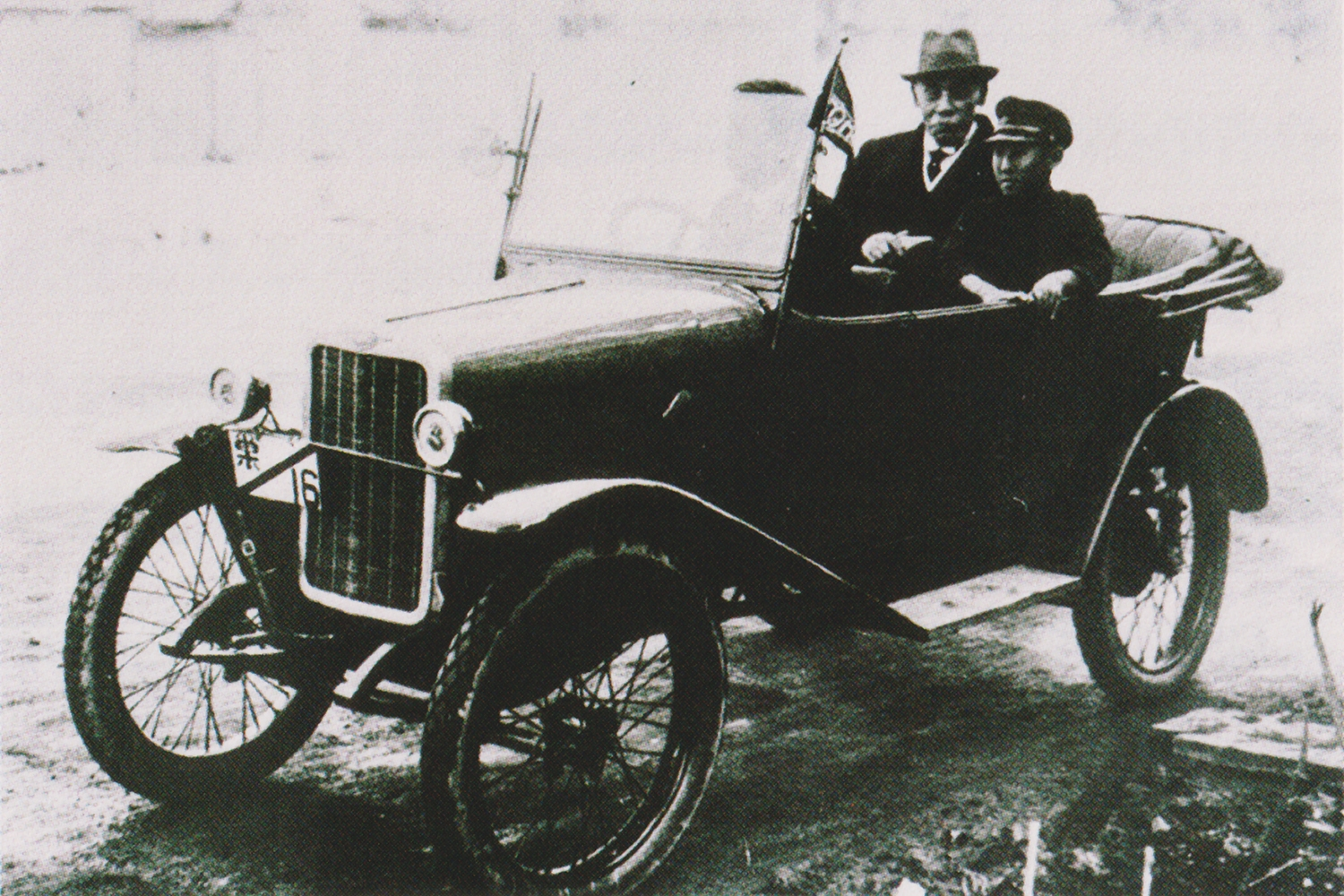
1924年11月の発表会でオートモ号に試乗する加藤高明

1924年11月、白楊社は「オートモ」号を発売。発売にあたり、東京・永楽町（現在の大手町）の白楊社販売部で発表会（展示会）が11月15日から17日にかけて3日間にわたって催され、当時の首相である加藤高明をはじめとした5,000人が来場した。（#オートモ号の発表会もあわせて参照のこと）
オートモ号の販売にあたって白楊社は広告にも力を入れ、カタログに女優の水谷八重子（初代）や岡村文子を起用するという、当時としては斬新な手法が試みられた。これは日本の自動車広告で女優（キャンペーンガール）を起用した最初の例と考えられている。
発売時の価格は1,780円（発売翌月に1,580円に改定）で、これは輸入車の価格を基準に決めたものであり、採算が取れる価格ではなかった。当時は乗用車の個人所有は一般的ではなく、主にタクシーなどの営業用車両として使用された（詳細は#購入者を参照）。

### 日本車初の輸出車
1925年（大正14年）11月、上海にオートモ号が輸出された。これにより、オートモ号は日本国外に輸出された初の日本車となった。
この車両を購入したのは、上海所在の日系商社である森村洋行・自動車部でセールスマンをしていた杉山丈夫という20歳の青年である。1925年秋、上海から一時帰国していた杉山は、永楽町の白楊社販売部に展示されていたオートモ号を偶然見かけて、足を止めた。店内に入った杉山は社長の豊川にも会い、その抱負を聞いて感動するとともに、当時世界的にも珍しかった空冷エンジンの高い性能にも魅せられ、上海で売り込むべく、まず見本として1台買って帰りたいと伝えた。製造ナンバー第34号の車両を予約した杉山は、社主の小沢象四に電報を送って許可を取り付け、1,380円の代金を支払い購入した。
1925年11月28日、オートモ号は横浜港で日本郵船の阿蘇丸に積み込まれ、上海に向かった。これは日本車輸出の第1号とみなされており、ジャパンタイムズ（英字新聞）や東京朝日新聞がその快挙を報じている。

#### 上海に渡った2台のオートモ号
上海に到着した杉山は20%の関税を上海税関に納め、オートモ号を陸揚げした。杉山はサンプルとして輸入したこの車両を、現地の会社に見せて回った。しかしながら、無名の車両を売り込むことは容易ではなく、結果、このオートモ号は森村洋行の社用車として乗り潰されてしまうこととなる（詳細は#輸出車第1号を参照）。
杉山がオートモ号を売り込んでいた頃、上海の倍開璽路（後の恵民路）に住むオランダ人が白楊社からオートモ号を直輸入した。これがオートモ号の（あるいは日本車の）輸出車第2号である。この車は友人のイギリス人「ジョンソン氏」に貸され、もっぱらジョンソン氏が上海市内で乗り回すことになったという。
この車両は後に上海の閘北の消防隊に買い取られ、1928年（昭和3年）頃には、この車両は赤く塗装され、消防隊の伝令車として用いられていたという。

### レース参戦
1925年12月6日、東京・洲崎埋立地で開催された日本自動車競走大会（第8回大会）に、レース仕様に改造されたオートモ号（レーサー・オートモ号）が唯一の国産車として参戦し、排気量では上回る外国車がぬかるんだコースで苦戦するのに対して、わずか9馬力のオートモ号は予選1位、決勝2位と健闘する。豊川がこのレースの開催を知ったのは開催の1週間前で、「とにかく参加するから」と工場長の蒔田鉄司に伝えて協力させ、レース仕様のオートモ号を5日で製作し、残りの2日間を試験走行に充ててさらに改良を加えたという。オートモ号の健闘は観衆を沸かせ、レース後、ドライバーの堺と豊川は熱狂した観衆や他チームの選手らにより胴上げされた。（詳細は#日本自動車競走大会を参照）
1926年（大正15年）4月、オートモ号（市販車）は大阪─東京間のノンストップレースに参加し、完走を遂げる。

### 商業的敗退
1925年にフォードが横浜に設立した工場でT型の組み立てを開始し、1927年（昭和2年）4月にはゼネラルモーターズ（GM）が大阪工場を稼働させ、両社は日本国内でノックダウン生産を本格化させた。これにより、両社の製品に価格面でも性能面でも歯が立たない白楊社は、日本の他の小規模な自動車メーカーと同様、厳しい状況に追い込まれた。
オートモ号は発売当初から採算割れの販売を続けていたが、海外メーカーに対抗する必要から、発売直後の1924年末時点で1,580円だった価格は、1925年11月には1,280円、1927年3月には985円まで値下げされた（詳細は#価格推移を参照）。後年の豊川の述懐によれば、オートモ号は1台あたり1,000円の赤字販売であり、そうした状況が続いたことは白楊社が閉鎖となる直接の原因となった。
白楊社は解散を余儀なくされ、1928年（昭和3年）春にオートモ号の生産は終了した。オートモ号は最終的に200台以上の販売を記録した（詳細は#生産台数を参照）。

### その後の影響
オートモ号に携わった技術者たちは、後に他の自動車会社に引き継がれていった。彼らは特に第二次世界大戦後に日本の自動車産業の基礎を形作る一助となり、「白楊社の功績は人材育成の点で顕著なものがある」とされている。
開発に携わった蒔田鉄司は後に日本内燃機を創業。同じく、池永羆、大野修司、倉田四三郎は、1930年代半ばに自動車製造の経験者を募っていた豊田自動織機製作所自動車部（後のトヨタ自動車）で再結集し、自動車製造を始めた同社で設計や購買のノウハウを活かすことになる（詳細は白楊社の該当項目を参照）。

## 基本構成
オートモ号を製作にするにあたって、当時は多くの部品は日本国内に存在しなかったため、白楊社は部品の多くを自製する必要があり、部品を製作する機械も製作した。
組み立てや故障時の修理の都合を考慮して、部品交換は容易な設計にしてあるとされる。

### 販売車種
エンジン形式別にすると、下記の3車種が販売された（#価格推移と#生産台数の項目で記述しているように販売時期は異なる）。これらエンジンを搭載した車台に、顧客の好みに応じて、ボディが架装された（詳細は#ボディを参照）。
- 空冷 943cc　※最も販売台数が多かった形式
- 空冷 1,331cc
- 水冷 1,487cc

オートモ号市販車の排気量の記述について、『日本自動車工業史稿』（1967年）では、初期型が空冷「980cc」、1927年発売の大排気量型は空冷「1,300cc」、水冷「1,800㏄」とされており、後の書籍ではそれを典拠に記載されている例もあるが、1990年代後半の復元時に、顧客台帳の記述から、空冷943㏄、空冷1,331cc、水冷1,487㏄と明らかにされている。オートモ号が製造されていた当時に白楊社の技師である渡辺隆之介が書いた記事でも、それと同様の記述になっているため、当記事は基本的にそちらを採用して上記のように記載している。

### エンジン

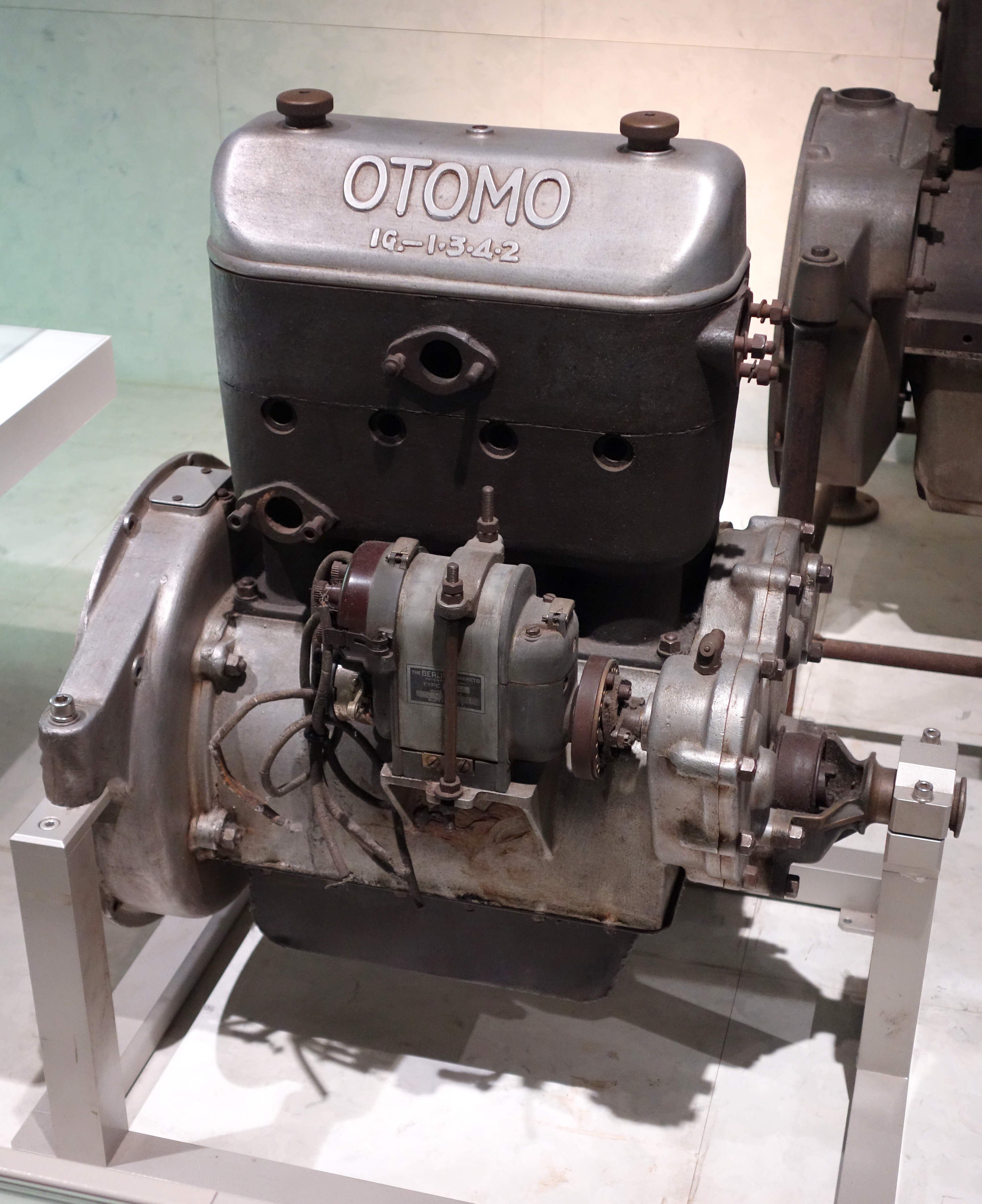
現存するオートモ号のエンジン（水冷）

オートモ号の市販車に搭載された4ストローク・直列4気筒エンジンは、空冷式・水冷式どちらもオーバーヘッドバルブ（OHV）を採用し、アルミも多用されたもので、当時としてはとても意欲的な設計であった。
空冷式エンジンについて、白楊社は陸軍省からイスパノ・スイザ製の航空用エンジンのカッティングを依頼されたことがあり、空冷直列エンジンのノウハウはその時に得たと推定されている。
試作車のアレス号が搭載した空冷エンジンは780㏄（S型）、943㏄（改良型）のいずれもサイドバルブ（SV、Lヘッド）だったが、オートモ号はOHV化した空冷エンジンを搭載し、燃焼室形状や吸排気効率の改良が行われた。エンジン始動方式は、初期の空冷式943㏄の車両ではクランクハンドルを手動で回す方式だったが、1927年に発売された空冷式1,331㏄と水冷式1,487ccの車両はセルフスタータを用いる方式に改良された。
ピストン、ピストンリング、シリンダーなどの主要部品は（自分たちで作らざるを得なかったため）白楊社が自製した。ピストンはアルミ合金製、クランクシャフトは炭素銅の鍛造鋼である。鋳造のシリンダーブロックは当初は鋳物工場に外注されていたが、後に内製化された。鋳物については、歩留まりが悪く苦労させられたと複数の関係者が発言している。
点火はマグネット点火方式で、点火装置は澤藤電機が手掛け、点火プラグはボッシュ・アメリカの輸入品が用いられた。点火順序は1-3-4-2である。
気化器（キャブレタ）は白楊社の独自仕様で、特許が出願された。
冷却系に関して、空冷エンジンには2枚羽の木製クーリングファンが装着された。シリンダーは冷却フィンと一体となった状態で鋳造するという、当時としては高い難度で製作されたものである。一般的な水冷式と比較して走行時は非常に高温になるため、燃え残り（カーボンスラッジ）がたまりやすく、走行距離1,000マイル（約1,600キロメートル）毎を目安にシリンダーを外して清掃することが推奨されている。水冷式のラジエーターは内製品だが、オートモ号の水冷式は少なかったため、（空冷式の時と比べれば）それほど製作に困らなかったという。
潤滑に関して、注油装置は圧力飛沫式で、潤滑油は夏と冬で濃度の指定が異なる。
白楊社の末期には水冷3,000㏄エンジン（直列8気筒）の設計や、OHVの次としてオーバーヘッドカムシャフト（OHC）エンジンの設計が始められたりしたが、いずれも実現には至らなかった。

### シャシ
シャシはラダー構造（ハシゴ形フレーム）で、サイドメンバーもクロスメンバーも、鉄製の型で鉄板を締め付け、酸素で焼きながら叩いて曲げていく、という方法で製作された。
特殊鋼または適度に熱処理を加えた軽合金を用いており、耐久性が高く、なおかつ軽かった。車体の軸受けのほとんど全てにボールベアリングを用いたことも、車体の耐久性の高さに寄与した。

#### 足回り
フットブレーキによるブレーキは、後輪のドラムブレーキ（バンドブレーキ）に作用するもので、前輪にはドラムブレーキを装備していない。コストと重量の低減という面もあるが、当時は「前輪ブレーキは安定性を損なう」という考えが一部にあり、後輪のみにブレーキを装着するというのは1920年代初期の小型車としては典型的な設計である。
ハンドブレーキは、ギアボックス後端に装着された外部収縮式のドラムブレーキにより、プロペラシャフトに対して作用する。
白楊社の渡辺隆之介は、オートモ号の取り扱い方法を説明するにあたって、停車方法として、アクセルペダルの踏みこみを緩めて回転数を下げてからクラッチを切る方法（通常の停止動作。勢いがある場合はブレーキペダルを使う）、クラッチとブレーキの両ペダルを同時に踏みつつ左手のハンドブレーキを合わせて使う方法（急停止。車体とタイヤにかかる負荷が大きいので推奨しない）、ブレーキもクラッチも使わず、アクセルペダルを緩めるのみで止める方法（一番良い方法）、の3通りを紹介している。坂道を下る場合、エンジンブレーキを使うほか、急な減速のためにはフットブレーキではなく、ハンドブレーキを使って制動するよう渡辺は指示している。
サスペンションはボーラー社のリーフスプリングを使用した。加えて、リーフスプリングを折損から守るため、コイルスプリングを内蔵したダンパ（ショックアブソーバ）が車体後部に装着された。当時の道路は舗装路ではなく、小石や砂利混じりの土の道であり、そうした悪路を走ることに適した設計になっている。
デフは、当時としても珍しい平歯車式の機構になっている。

#### 操縦系統
操舵にステアリング・ホイールを用い、足元にアクセル、ブレーキ、クラッチの3ペダルを備え、ハンドブレーキ用のレバーを運転席脇（左側）に備えるという、後に一般的となる操縦系統を備えている。変わったところとして、ペダルの並びが右からブレーキペダル、アクセルペダル、クラッチペダルとなっていて、ブレーキとアクセルのペダル位置が後に一般的になる配置とは逆である。
ステアリングはウォームギアとハーフナットを組み合わせた特徴的な機構が採用されており、週に1回グリスを差すことが推奨されている。

### ボディ
オートモ号の大部分の車両は幌付きのフェートン（3人/4人乗り）で、これが標準車とされる。他に、屋根付きのセダン（4人乗り）、幌付きのロードスター（2人乗り）、後部を貨物室にしたバン（商用運搬車）もラインナップされており、それぞれ少量生産された。ボディを架装しない、車体のみの状態でも購入することができ、一部の顧客には荷台を備えたトラックタイプも販売された。
ボディ材質は木骨鉄皮で、板金は手叩きにより製作された。骨組みになる木材は桂とタモが用いられ、角柱は丸みがあり、太い木材から削り出しで作成していたため、重量を減らすのに苦労したという。
ヘッドランプにはアセチレンガス灯が用いられ、ヘッドランプの反射鏡はへら絞りで白楊社が自製した。当時はヘッドランプ用レンズはなかったので、荒いフロストガラスが用いられた。
製造に携わった池永羆は、オートモ号のボディで最も苦心したのは塗装であったと後年語っている。当初は宮内省の馬車の塗装と同様、まず漆が試され、次いで用いられたニスは雨でシミが出ることがわかり、塗装技術がもたらされてからはラッカーを用いた吹付塗装に落ち着いた。オートモ号のボディ色は多く、顧客台帳に拠れば、台帳に記載のある257台で、29種類の色が記録されている。カタログで「標準色」とされている色は、1925年型は黒、1926年型は青灰色であったが、黒が選択された車両は累計で10台しかなく、最も多く選択された色は「グレー」（57台）だった。
ボディの製造架装は、永楽町の店舗でも行われた。

### タイヤ
豊川はこの車をモンゴルの砂漠の中でも普及させる意気込みで製作したため、ホイールは木製ではなく鉄製にした。
タイヤのサイズは時期によって異なるようで、カタログに記載された諸元によれば、アレス号S型は26×2.25インチ、アレス号M型は28×3インチ、オートモ号は1925年型は26×3.5インチ、1926年型は27×3.5インチとなっている。オートモ号の3.5インチというタイヤ幅は当時の小型乗用車としては太いものだった。
タイヤは15,000マイル（24,000キロメートル強）を目安に交換することが推奨されている。

### 図面
主要部品を自製する必要があることに豊川は意を配り、1923年にオートモ号の試作を開始するにあたって図面番号を整理し、以下のように体系化を図った。
- 車種区分
  - A-	アレス号
  - O-	オートモ号
- 大部位区分
  - 100番台	エンジン関係
  - 200番台	トランスミッション関係
  - 300番台	シャシ関係
  - 400番台	ボディ関係
- 細部部位区分（部分番号）
  - E-xxx	エンジン部分番号
  - T-xxx	トランスミッション部分番号
  - C-xxx	シャシ部分番号
  - B-xxx	ボディ部分番号

※xxxの3桁部分は100単位で区切られ、100番台の部品は「I」、200番台の部品は「II」とグループ分けされた。
これにより、「O-102 E-601」であれば「オートモ号（O）の初期型エンジン（102）用のシリンダー（E-601）」の図面、といった具合に読み取れるようになっている。試作車の域を超えたこうした整理を行ったのは、オートモ号を月産50台とするところまで見据えてのことである。

### 主要諸元
- 3人/4人乗り幌型の主要諸元。長さはミリメートル、重さはグラムに換算した値を記載し、不明な箇所は「–」とした。
- 白楊社のカタログ等で長さの単位は「尺 (曲尺)」と「インチ (")」が混在して用いられている[注 39]。

|                                         | アレス号               | アレス号               | オートモ号                                  | オートモ号             | オートモ号                     |
| M型（水冷 1,610cc）                     | S型（空冷780cc）       | 空冷 943cc             | 空冷 1,331cc                                | 水冷 1,487cc           |                                |
| --------------------------------------- | ---------------------- | ---------------------- | ------------------------------------------- | ---------------------- | ------------------------------ |
| 全長                                    | –                      | –                      | 3,030mm (10尺)                              | 3,030mm (10尺)         | 3,030mm (10尺)                 |
| 全幅                                    | –                      | –                      | 1,212mm (4尺)                               | 1,212mm (4尺)          | 1,303mm (4尺3寸)               |
| 軸間距離                                | 2,794mm (110")         | 1,752mm (69")          | 2,032mm (80")                               | 2,032mm (80")          | 2,057mm (81")                  |
| 輪間距離                                | 1,270mm (50")          | 914mm (36")            | 1,016mm (40")                               | 1,016mm (40")          | 1,092mm (43")                  |
| 重量                                    | –                      | –                      | 450 kg（120貫）                             | 450 kg（120貫）        | 525 kg（140貫）                |
| ホイール                                | 28" x 3"               | 26" x 2.25"            | 26" x 3.5" [1925年型] 27" x 3.5" [1926年型] | –                      | 27" x 3.5"                     |
| 定員                                    | 4名/5名                | 2名/3名                | 3名/4名                                     | 3名/4名                | 3名/4名                        |
| 最高出力 実馬力（SAE馬力 / 警視庁馬力） | – （– / 9.2馬力）      | – （– / 6.75馬力）     | 9馬力 （– / 7.5馬力）                       | 20馬力 （– / 9.8馬力） | 27馬力 （11.3馬力 / 9.63馬力） |
| 回転数                                  | –                      | –                      | –                                           | –                      | 1,500                          |
| 始動方式                                | クランキング・ハンドル | クランキング・ハンドル | クランキング・ハンドル                      | セルフスタータ         | セルフスタータ                 |
| 製造時期                                | 1921年末               | 1921年末               | 1924年11月～1927年春                        | 1927年春～同年8月頃    | 1927年8月頃～1928年春          |

## 価格推移
オートモ号の生産には1台あたり2,500円くらいの費用がかかっており、それを1,500円前後で販売したため、1台売る毎におよそ1,000円の赤字を出していた。白楊社社長の豊川は国産車に販売台数に応じて補助金を出すよう当時の日本政府に求めたが叶わず、父親から相続した財産から差額を補填していた。
下記の価格は広告等で記載されているオートモ号の定価である。発売された1924年当時、自動車は定価を公表せずに売るのが一般的で、定価を公表して売るのは珍しかった。1925年10月に森村洋行が購入した3人乗り幌型が「1,380円」であったことからも、場合によっては販売時の値引きをしていたものと思われる。
| 時期                                          | 時期                                       | フェートン （3人/4人乗り幌型）             | セダン （4人乗り箱型）                     | ロードスター （2人乗り幌型）               | バン （運搬車）                            | シャシ                                     | 補足                                       | 出典                                       |
| 空冷943cc (販売期間：1924年11月～1927年春)    | 空冷943cc (販売期間：1924年11月～1927年春) | 空冷943cc (販売期間：1924年11月～1927年春) | 空冷943cc (販売期間：1924年11月～1927年春) | 空冷943cc (販売期間：1924年11月～1927年春) | 空冷943cc (販売期間：1924年11月～1927年春) | 空冷943cc (販売期間：1924年11月～1927年春) | 空冷943cc (販売期間：1924年11月～1927年春) | 空冷943cc (販売期間：1924年11月～1927年春) |
| --------------------------------------------- | ------------------------------------------ | ------------------------------------------ | ------------------------------------------ | ------------------------------------------ | ------------------------------------------ | ------------------------------------------ | ------------------------------------------ | ------------------------------------------ |
| 1924年（大正13年）                            | 11月                                       | 1,780円                                    | –                                          | –                                          | –                                          | –                                          | 特別塗装車は1,850円                        | [ 102 ] [ 37 ]                             |
| 1924年（大正13年）                            | 12月                                       | 1,580円                                    | –                                          | 1,450円                                    | 1,550円                                    | 1,380円                                    |                                            | [ 105 ] [ 37 ]                             |
| 1925年（大正14年）                            | 11月                                       | 1,280円                                    | 1,590円                                    | 1,250円                                    | 1,280円                                    | 1,150円                                    | ～1927年                                   | [ 106 ] [ 37 ]                             |
| 空冷1,331cc (販売期間：1927年春～同年8月頃)   |                                            |                                            |                                            |                                            |                                            |                                            |                                            |                                            |
| 1927年（昭和2年）                             | 2月                                        | 1,385円                                    | 1,885円                                    | 1,335円                                    | 1,385円                                    | –                                          | 以降、運搬車はトラック型                   | [ 99 ]                                     |
| 1927年（昭和2年）                             | 3月                                        | 985円                                      | 1,335円                                    | 965円                                      | 985円                                      | –                                          |                                            | [ 107 ]                                    |
| 水冷1,487cc (販売期間：1927年8月頃～1928年春) |                                            |                                            |                                            |                                            |                                            |                                            |                                            |                                            |
| 1927年（昭和2年）                             | 10月                                       | 1,485円                                    | 1,785円                                    | 1,435円                                    | 1,435円                                    | –                                          |                                            | [ 108 ]                                    |

価格水準
当時、大学卒業者（エリート）の初任給は報酬が特に高い者でも50円から70円であり、オートモ号1台の価格はそうしたエリートにとっても年収の2、3年分に相当する額だった。
オートモ号の維持費は当時の乗用車としては最も低廉であったとされるが、それでも、月に600マイル（約965キロメートル）走る場合で、燃料や消耗部品だけで30円ほどの費用を要したとされ、当時としては安価な車だったが、（日本車では戦後現れる概念である）「大衆車」とは全く呼べないものだった。
オートモ号の価格と当時の時代背景
当時の日本は「舶来品は品質が高く、日本の国産品は品質が低い」ということ（舶来万能）が常識とされていた時代であり、特に自動車のような工業製品は、国産品を輸入品（輸入車）と同じ価格で販売できる環境にはなかった。
オートモ号が発売された1924年当時、外国車はまだ完成車輸入が中心で、価格は10馬力程度の小型のシトロエン輸入完成車が3,650円、同じくシボレーは3,020円ほどで、これくらいの値段が当時の完成車輸入の限界価格であったらしいと考えられている。当初のオートモ号の価格はそうした背景と採算を踏まえて充分に安価に設定されたもので、発売から1年経った1925年11月の時点で豊川は「我オートモ号は今日工場の償却費を計算しなければ1,580円で採算が出来ようかと思わるる位までに進んで来た、これを1,280円に引下ぐると3、400円の損失が生ずる。」と述べている。
こうした状況はフォードとゼネラルモーターズ（GM）が日本国内でノックダウン生産を開始したことにより一変した。1925年2月に設立された日本フォード社は時を置かずに横浜工場を操業開始し、1926年には5人乗り幌型のT型を1,475円で販売していた。1927年初めに大阪工場を稼働させたGMも、ノックダウン生産したシボレーを2,000円を切る価格で販売。対抗して、フォードは、1927年にT型からA型に移行する際に、既に償却済みのT型の価格を大幅に引き下げて販売した（A型も値下げ前のT型と同じ価格で発売した）。両者の販売合戦は価格設定だけではなく、1925年には、10台以上のフォード車を所有する者には消耗品となる部品類を15%割引で販売するという特典を日本フォード社は導入したりもしている。これは大口顧客を優遇する「姑息の販売手段」であり、「世界のフォードが経営する同社が左様な貧弱な区々たる策を用いてよいものでありましょうか」と一般消費者から批判を受けたりもしている。
日本を舞台にした2社の争いに巻き込まれ、日本の自動車メーカーは、トラック製造などで陸軍からの保護（軍用自動車補助法）を受けた少数のメーカーを除いて消滅していくことになる。白楊社閉鎖後のことになるが、フォード、GMに、1930年（昭和5年）に進出したクライスラーも加え、日本で製造組立される自動車の97%が大量生産のアメリカ車で占められるに至り、その状況は、当時の日本政府が自国の自動車産業保護に動き、1936年（昭和11年）の自動車製造事業法施行等の影響で米国の3社が日本から撤退するまで続くことになる。

## 生産台数

### 記録されている台数
『日本自動車工業史稿』第2巻（1967年刊）に拠れば、空冷980㏄（943㏄）エンジンを搭載した車両だけで約230台が生産され、他に空冷1,300㏄（1,331㏄）、水冷1,800cc（1,487㏄）の大排気量型がそれぞれ約30台生産され、合計で「約291台」生産されたとされている。12台製作された試作車アレス号を加えると、合計で約303台が製作されたとされる。書籍等でオートモ号の生産台数に言及がある場合、多くの場合はこの『日本自動車工業史稿』記載の数値が引用されている。
1990年代にトヨタ博物館と国立科学博物館が復元車を作成するにあたって行った調査で、オートモ号の顧客台帳の検証が行われた。その中では、車両としては「257台」の記録があると推計されている。
表にすると以下の通りである。数値に齟齬がある原因について、トヨタ博物館の山内誠一は、『日本自動車工業史稿』記載の数値は「水冷機関の試作などを推定加算したものと思われる」としている。
| エンジン形式                   | エンジン形式                   | 製造時期                                                                          | 生産台数 | 生産台数 |
| エンジン形式                   | エンジン形式                   | 製造時期                                                                          | 史稿     | 台帳     |
| アレス号                       | アレス号                       | アレス号                                                                          | アレス号 | アレス号 |
| ------------------------------ | ------------------------------ | --------------------------------------------------------------------------------- | -------- | -------- |
| 空冷 780cc                     | Lヘッド                        | 1921年末に試作車（S型）として完成。                                               | 1台      | –        |
| 水冷 1,610cc                   | Lヘッド                        | 1921年末に試作車（M型）として完成。                                               | 1台      | –        |
| 空冷 943cc                     | Lヘッド                        | 1923年9月以降に製造開始し、同年中に10台の試作車全てが製造されたと推定されている。 | 10台     | –        |
| オートモ号                     |                                |                                                                                   |          |          |
| 空冷 943cc                     | OHV                            | 1924年10月以前に試作車2台。同年11月から販売開始し、1927年3月まで生産。            | 約230台  | 214台    |
| 空冷 1,331㏄                   | OHV                            | 1927年3月から同年8月まで生産。                                                    | 約30台   | 30台     |
| 水冷 1,487cc                   | OHV                            | 詳細不明。                                                                        | 約30台   | 13台     |
| 水冷 1,800cc                   | Lヘッド                        | 試作車で、未完成と推定されている。                                                | 1台      | –        |
| （アレス号を除く）累計生産台数 | （アレス号を除く）累計生産台数 | （アレス号を除く）累計生産台数                                                    | 約291台  | 257台    |

### 販売状況
顧客台帳により、北は北海道から、南は鹿児島、そして朝鮮半島、台湾まで、日本全土で手広く販売されたことが判明している。なお、台帳に記録されている257台中24台は白楊社用（売り先不明分を含む）となっている。
販売は比較的順調だったとされており、月別の販売状況は下記の通りである。1925年11月の値下げにより売り上げが大きく伸び、1925年末から翌1926年にかけて販売台数のピークを作っており、空冷1,331㏄が発売された1927年春にもう一山あったことが読み取れる。
当時の日本の自動車メーカーが置かれていた状況として、自動車部品の外注をすることはできず、全ての部品を自社で製造するほかなかったため、月産10台を上回ることは容易なことではなかった。
月別生産台数グラフ
| 年                       | 月     | 生産台数（台） | 生産台数（台） | 生産台数（台） | グラフ       |
| 年                       | 月     | 空冷 943cc     | 空冷 1331cc    | 水冷 1487cc    | グラフ       |
| ------------------------ | ------ | -------------- | -------------- | -------------- | ------------ |
| 1924年（大正13年） 8台   | 6      | 1              |                |                |              |
| 1924年（大正13年） 8台   | 11～12 | 7              |                |                |              |
| 1925年（大正14年） 76台  | 1      | 4              |                |                |              |
| 1925年（大正14年） 76台  | 2      | 3              |                |                |              |
| 1925年（大正14年） 76台  | 3      | 2              |                |                |              |
| 1925年（大正14年） 76台  | 4      | 10             |                |                |              |
| 1925年（大正14年） 76台  | 5      | 3              |                |                |              |
| 1925年（大正14年） 76台  | 6      | 7              |                |                |              |
| 1925年（大正14年） 76台  | 7      | 7              |                |                |              |
| 1925年（大正14年） 76台  | 8      | 5              |                |                |              |
| 1925年（大正14年） 76台  | 9      | 5              |                |                |              |
| 1925年（大正14年） 76台  | 10     | 10             |                |                |              |
| 1925年（大正14年） 76台  | 11     | 7              |                |                |              |
| 1925年（大正14年） 76台  | 12     | 13             |                |                |              |
| 1926年（大正15年） 114台 | 1      | 7              |                |                |              |
| 1926年（大正15年） 114台 | 2      | 9              |                |                |              |
| 1926年（大正15年） 114台 | 3      | 14             |                |                |              |
| 1926年（大正15年） 114台 | 4      | 13             |                |                |              |
| 1926年（大正15年） 114台 | 5      | 15             |                |                |              |
| 1926年（大正15年） 114台 | 6      | 6              |                |                |              |
| 1926年（大正15年） 114台 | 7      | 12             |                |                |              |
| 1926年（大正15年） 114台 | 8      | 5              |                |                |              |
| 1926年（大正15年） 114台 | 9      | 9              |                |                |              |
| 1926年（大正15年） 114台 | 10     | 8              |                |                |              |
| 1926年（大正15年） 114台 | 11     | 6              |                |                |              |
| 1926年（大正15年） 114台 | 12     | 10             |                |                |              |
| 1927年（昭和2年） 58台   | 1      | 5              | 1              |                |              |
| 1927年（昭和2年） 58台   | 2      | 4              |                |                |              |
| 1927年（昭和2年） 58台   | 3      | 3              | 4              |                |              |
| 1927年（昭和2年） 58台   | 4      | 4              | 9              |                |              |
| 1927年（昭和2年） 58台   | 5      |                | 4              |                |              |
| 1927年（昭和2年） 58台   | 6      |                | 4              |                |              |
| 1927年（昭和2年） 58台   | 7      |                | 4              |                |              |
| 1927年（昭和2年） 58台   | 8      |                | 3              | 6              |              |
| 1927年（昭和2年） 58台   | 9      |                | 1              | 5              |              |
| 1927年（昭和2年） 58台   | 10     |                |                | 1              |              |
| 1927年（昭和2年） 58台   | 11     |                |                |                |              |
| 1927年（昭和2年） 58台   | 12     |                |                |                |              |
| 1928年（昭和3年） 1台    |        |                |                | 1              |              |
| 計                       | 計     | 214            | 30             | 13             | (合計 257台) |

- 「オートモ号の顧客台帳」（トヨタ博物館、1999年）[71]を基に作成。

### 購入者
タクシー会社による購入が多いほか、公的な機関としては、東京鉄道局、東京復興局、逓信局、東京高等工業学校（豊川らの母校でもある）などによる購入が記録されている。
タクシー会社により購入された車両は、当時はタクシーメーターはまだ一般的ではなかったため、固定料金のハイヤーとして用いられたり、駅前で客を待つ小型の乗合自動車（小型乗合）として用いられたりした。

#### 主な購入者

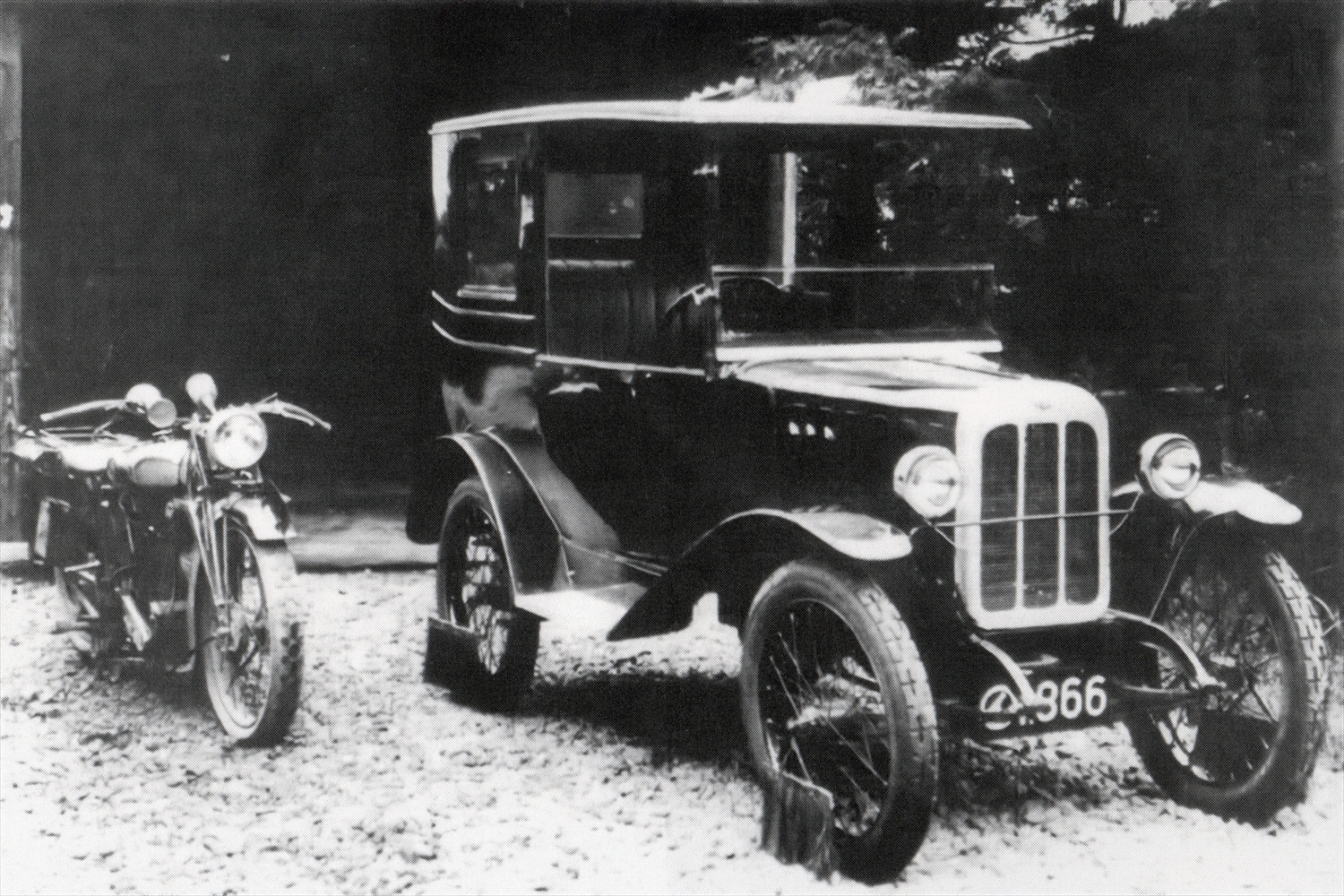
山階宮武彦王が購入した箱型の車両

- 陸軍自動車学校

顧客台帳に記録されている最も古い購入者で、1924年6月に機関番号No.8の車両を注文した。
オートモ号の発売が1924年11月、「陸軍自動車学校令」が公布されたのは1925年4月28日なので、発売や組織発足以前に、注文を受けていたことになる。背景は様々に考えられる。
- 日本自動艇(株)・滋賀県

1924年から1926年にかけて12台を購入。おそらく最も大口の購入者。その内の数台は大津のタクシー会社で使われた。
この会社はモーターボートの製造販売を営んでいたが、経営者は琵琶湖畔で料理旅館も経営しており、客の送迎のためにオートモ号を購入した。そして、日本自動艇でオートモ号の販売代理店を始め、大量購入に至ったという経緯である。
- 朝鮮総督府

1925年（7月以前）に購入し、そのことが白楊社の宣伝広告にも使われた。
当時の朝鮮総督である斎藤実（在：1919年8月～1927年12月）は生前の豊川良平と親交があり、良平の五男（豊川順彌の弟）である斉は斎藤の養子になっている。そうした縁からオートモ号を購入したとされる。全て総督府の所有かは定かでないが、朝鮮半島には3台のオートモ号が渡ったとされる。
- 森村洋行

1925年10月16日に購入。翌11月、上海に輸出された。（詳細は#日本車初の輸出車と#輸出車第1号を参照）
- 東邦電力（中部電力などの前身）

1926年から1927年にかけて6台を購入。
空冷943㏄を4台、空冷1,331ccを2台という内訳で、いずれも「東邦型」と呼ばれるトラック仕様のオートモ号を購入した。
- 宇部工業学校

1926年に教材用として1台を購入。第二次世界大戦に際して失われた。
- 山階宮武彦王

1926年（9月以前）に国産車奨励の意向を示すために購入。
購入したのは箱型で、特別製のリムジン型が納入された。
- 尾山友三

1927年7月に水冷式の幌型を購入。
尾山は医者で、往診に自転車を使っていたが、往診先の金持ちの家に行く体面上、自転車では恰好がつかないのと、人力車も不都合だったという事情により、安価なオートモ号を購入した。
購入当初は運転免許証を持っておらず、白楊社から紹介された運転手を雇っていたが、購入2ヶ月後の9月に免許証を取得してからは自ら運転した。当時としては珍しいオーナードライバーであり、オートモ号の運転についての感想を残している。10ヶ月以上乗り、車軸に故障を抱えたため、150円で手放した。

## 評価
アメリカ合衆国商務省による評価
当時のアメリカ合衆国商務省はオートモ号についてコマースレポートの中で言及しており、1927年時点で日本国内に存在する（自動車メーカーと呼ぶに値する）自動車メーカーとして、200台弱を生産している白楊社と、石川島造船所の2社を挙げ、既にオートモ号の生産が終了した1928年時点で、オートモ号のことを「日本製で最も成功している乗用車だった」としている。
山川良三（陸軍少将）による評価
経済性の面では、下記の点をメリットとして挙げている。
- 価格、維持費（税金や消耗品の料金）が安く、燃費も良い。
- 修理体制が（少なくとも東京では）整っており、交換部品が安く、修理日数も短い。
- 小型であるため小さな駐車スペースで済む（普通車が2台駐車できるスペースにオートモ号は3台駐車できる）。

実用性の面では、下記の点をメリットとして挙げている。
- 重量が軽いため道路や橋梁の通過が容易[注 57]。
- 小型であるため取り回しが容易で、1間（約182センチメートル）幅の直角路も容易に曲がれる高い回頭性能を有する。
- 登坂性能が高い[注 58]。
- 軽快であることから事故率が低く、事故が起きても小さな被害で済む。

## 現存車両
1990年代の時点で存在が確認されている車両はなく、復元が計画されることとなる（#復元を参照）。復元計画が公になり広く情報が求められるようになっても、現存車は見つからなかった。
戦後まで残っていた車両としては、豊川が保存していたオートモ号・水冷1,800㏄の車体が確認されている。この車両は1958年（昭和33年）の第5回全日本自動車ショウ（東京モーターショー）と、1959年（昭和34年）4月に上野松坂屋で催された「初期の日本の科学展」で出品されている。
豊川は白楊社閉鎖時は「五年か十年後に」オートモ号を再建する日が来ると考えていたため、エンジン類や資料は豊川家の物置に保管していた。車両は庭に置かれ、1958年時点では「二─三、三十数年の風雪に鉄の車輪も朽ちたが往時のままで現存して」いたとされ、1967年（昭和42年）に刊行された『日本自動車工業史稿』第2巻でも、白楊社の章の結びに豊川の晩年に関連して「今は遠い昔の国産車と化したオートモ号二、三台が分解され、トタンをかぶせ戸外に雨露をしのいでいるのもあわれである。」と記述されているが、それらの車体も失われてしまったようである。1958年には自動車評論家の小林彰太郎も、オートモ号の現存車両が他にないか読者に情報を求めているが、この時も発見されたということは伝わっていない。
豊川が保管し、彼の死後に寄贈された部品など、国立科学博物館はオートモ号の部品数点を保存しており、1990年代後半に復元車が製作された際にそれら部品の中で使える物は復元車に用いられ、その他の物は保存継続となった。それらがオートモ号の現存する全てと考えられている。

## 復元
1999年（平成11年）、国立科学博物館とトヨタ博物館の共同プロジェクトにより、1925年型フェートンの走行可能な復元車が製作された。

### 復元計画の端緒
1965年（昭和40年）3月7日に豊川順彌が死去。翌1966年（昭和41年）4月12日、豊川の残した資料（少数の保存部品、大量の図面、写真、カタログ類、白楊社書類）が遺族から国立科学博物館に寄贈された。このことは、古い車に関心のある一部のモータージャーナリストによって伝えられ、一部で知られることとなる。
1990年（平成2年）、トヨタ博物館が開館1周年を記念して第1回特別展「日本の自動車の前史」を開催。この特別展の準備と調査の過程で、国立科学博物館が保有するオートモ号の資料の存在はトヨタ博物館の知るところとなり、トヨタ博物館が国立科学博物館やオートモ号と関係する端緒となる。
1992年（平成4年）、トヨタ博物館が全国科学博物館協議会（全科協）に加盟。以後、国立科学博物館との情報交換も活発になっていく。
1995年（平成7年）8月、国立科学博物館とトヨタ博物館が共同で、オートモ号資料の調査と整理を開始。翌1996年（平成8年）、1年に及ぶ調査の結果を基に両博物館の間で話し合いが持たれ、産業遺産の保存活動として、オートモ号の復元を目指したいということで、合意に達した。

### 復元に携わった人物
- 木村治夫（プロジェクトリーダー）[84][Web 15][注 61]
- 鈴木一義（国立科学博物館）[Web 15]
- 山内誠一（トヨタ博物館。プロジェクト全体のコーディネートと記録を担当）[92][Web 15]
- 豊川慶（豊川順彌の次男）[Web 15]

復元にあたって、両博物館のほか、下記の組織・団体が協力した。
- ガレージ木村（木村治夫主宰のアマチュアレストアグループ。復元車の実製作を担当）[71][84]
- 長縄木型製作所（木型と鋳物の製作を担当）[84]
- 藤田建築（ボディの木骨の製作を担当）[92]
- 新明工業（ボディの板金と仕上げを担当）[92][45]
- 橋国工作所（シート内張と幌の製作を担当）[92]
- 岡矢産業（1/5クレイモデル、1/5精密模型を製作）[92]
- トヨタ自動車（模型の線図測定を担当）[73]

### 復元の方針
オートモ号の実車は1990年代当時の時点で存在が確認されている車両はなかった。その一方、エンジン、トランスミッション、シャシフレームといった部品類や、オートモ号の図面、部品構成表、写真などの資料は、国立科学博物館が豊富に所蔵していた。復元にあたってはそれらが活用され、欠品部品は図面から復元製作し、材料や工作方法も当時を再現して製作が図られた。
当時の技術に忠実に復元するという方針が取られたのは、トヨタ博物館が設立主旨として「自動車史を正しく伝えること」を重要な役割としており、また、自動車を文化遺産のひとつとみなすという当時出始めていた気運を反映したためである。

### 復元仕様の選定
国立科学博物館が所蔵していた主要な部品は、エンジン3基（空冷エンジンが2基、水冷エンジンが1基）、空冷エンジン用トランスミッション2基、シャシフレーム1本のみで、他は雑多な部品のみだった。
こうした保存部品の状況を考慮した結果、空冷エンジンをベースとして、「初期型の標準仕様（幌型3人乗り）」を復元仕様とすることが決定された。

### 復元の工程
復元作業は下記の4工程に区切って計画され、実行に移された。
- ステップI・1996年（平成8年）9月～1997年（平成9年）3月	エンジン修復とフレーム製作
- ステップII・1997年（平成9年）4月～1997年（平成9年）9月	リア足回り
- ステップIII・1997年（平成9年）10月～1998年（平成10年）3月	フロント足回り
- ステップIV・1998年（平成10年）4月～1998年（平成10年）12月	ボディ製作

ステップIVのボディ製作に先立ち、1/5スケールの精密模型も製作された。

### 各部品の復元
エンジンと駆動系
保存されていた空冷エンジン2基はどちらも1926年仕様（図面番号O-102）に近いもので、2基のトランスミッションも含めそれぞれ互換性もあったため、機関番号が残っていたエンジン1基（No.58K）をベースに補完修復（ニコイチ）が行われた。
エンジン、トランスミッションともに、ほとんどの部品は簡単なオーバーホールや油洗ブラッシング程度の処理で再使用可能となり、パッキン類、ベアリング、バルブスプリング等の痛みの激しい部品は同規格品に交換された。点火装置のマグネットについては、保存品はいずれも破損していたため、記録に基づいて澤藤電機製のもの（ただし1941年製）に交換された。
排気管、燃料タンク、プロペラシャフトなどは図面に基づいて新造された。
シャシ
保存されていたシャシフレームは復元仕様に適合するものではなかったため、図面O-301に基づいて、1925年型のシャシフレームが新規製作され、同じくリーフスプリング、車軸、乗車用ステップが新規製作された。この際、記録と推測に基づいて当時の手法を再現して製作が行われている。
ショックアブソーバやエンジンマウントブラケットなど、他の主要部品は修復品を使用している。
なお、復元に用いられなかったシャシフレームは保存継続となった。
ボディ
車体は復元にあたってほとんどの図面を揃えることができたが、ボディ形状は再現するにあたって明確な図面が揃わず、写真と参考図を基に実車の1/5サイズのクレイモデルが作成され、形状の検討が行われた。この検討時点で当時の板金技術では作れそうにないと判断して、形状を単純化して製作した箇所もあるという。クレイモデルを基にFRP製の1/5サイズの精密模型が作成され、トヨタ自動車デザイン部で線図測定された。この精密模型は仕上がりが良く、結果として復元車にも良い影響を与えたという。
木製の骨組み部分は図面の通りに新規製造された。
ボディ前部のエンジングリル部分は新規製作されたが、七宝が施された「OTOMO」マークは保存品が取り付けられている。
ヘッドランプは保存品を修復して装着している。
外観
ボディ色は、顧客台帳の記録が参照され、復元車の車台番号No.55（機関番号No.58Kのエンジンが搭載されていた車体）のボディ色であり、加えて最も多く販売されていた色ということが考慮されて「グレー」が選択され、シャシとフェンダ部は当時のセオリーに合わせて「黒」で塗装された。
外装の塗料について、当時の車両がラッカー塗装であることは判明していたが、永久保存が考慮され、復元車には2液性のアクリル塗料が用いられた。
復元車のナンバープレートの「9992」は、販売当時のカタログでも使用されている白楊社所有の車両のそれに合わせて付けられており、当時と同じく文字は手書きで書かれている。
タイヤとホイール
1925年型に合わせて26×3.5インチを復元仕様に設定し（1926年型は27×3.5インチ）、コッカータイヤ社製のタイヤを購入し、ホイールとリムは図面に基づいて新規製作した。スポークは実車の写真に基づいて、40本組にしている。

### 復元車の完成
- 1997年（平成9年）
  - 10月、中間展示として、復元されたシャシと1/5模型の展示が行われる[125]。
- 1998年（平成10年）
  - 7月13日、ボディは未完成だったが、初の試走が行われた[45]。クランク式のエンジンは一発で始動し、試走は問題なく行われ、五十嵐平達らの自動車評論家も試乗し、二玄社の小林彰太郎は「よく回るし、パワーもある。70、80キロ出るんじゃないか」と述べ、意外な優秀さに驚いたようだったという[45]。
  - 10月、ボディの木骨、板金、塗装が完成[125]。
- 1999年（平成11年）
  - 1月、復元車が完成[125][126]。
  - 3月、トヨタ博物館の新館完成に合わせて、復元車の展示が開始される[Web 17]。
- 2000年（平成12年）
  - 3月、復元車が国立科学博物館の「20世紀の国産車」展で展示される。

### 展示
復元された車両は寄贈された実物の水冷エンジンや当時の資料とともに、国立科学博物館で常設展示されている。
また、復元の過程で製作された1/5精密模型はトヨタ博物館で常設展示されている。

## 関係者の発言
オートモ号に携わった関係者は、いくつかの発言を残している。
純国産化の意義について
1957年に自動車工業振興会主催で開かれた座談会に、豊川と蒔田鉄司が参加した。その際、司会者からの「失礼ですが（アレス号は）何かをコピーされたのですか」という問いかけを蒔田が否定し、豊川は純国産を志向したことの意義について上記のように述べた。豊川の発言として伝わっているものは少なく、この発言は後の書籍でもよく引用されている。部品から製作するほかなかった、という点は大量生産方式を既に確立していたアメリカ車に対抗できなかった原因にもつながっている。
「国産自動車」の定義については、白楊社の技術者である渡辺隆之介が『モーター』1926年3月号に寄稿した記事で下記の要件を挙げ、全て満たしていなければならないとしている。
1. 日本人が企画、投資、経営する工場において製作されたものであること
2. 日本の法律、国情に適合するよう日本人が設計したものであること
3. 全て日本で産出された材料を用いて製作されたものであること
4. 日本人が独自に設計製作した工作機械を用いて製作されたものであること
5. 製作に参加する者は全て日本人であること
6. 製作された自動車は世界のいかなる文明国でも歓迎使用される素質を有していること

これは渡辺個人の考えというより、白楊社、豊川の考える理想だと解釈されており、第6項については、「世界に通用する自動車でなくては、国産車と名乗るのはおこがましい」という主張で、白楊社の技術者の気概を示したものであると理解することができる。一方で、現実的ではないことも明らかであり、同時代でも批判されており、軍人としての立場で国産化を奨励していた山川良三は同誌5月号で「予は決して其の見解を誤れるものとは認めないのみならず技術者としての立場から学者的に解釈された点は大に敬服する」としつつ「是を現実的に考えると余りに狭義に失する感がある」として、ひとつひとつ批判を加えている。
空冷エンジンの採用について
タイプ1（ビートル）をはじめ、1950年代当時のフォルクスワーゲンではOHVの空冷エンジン搭載車が主流だった。自動車に搭載されるエンジンで水冷が主流となるのは1960年代以降であり、それまでは空冷OHVエンジンは最適解のひとつと言えるものだった。豊川が上記で半ば自画自賛しているように、理論的な判断による先見の明があったこと、それを実現に移す行動力があったことは、豊川の真骨頂であると評価されている。
豊川はここで述べていることとほぼ同じことを、1958年の『自動車ガイドブック』中の記事でも改めて記しており、「当時の考え方としては日本の方が進んでいたと思います」の真意として、「初期の日本の自動車工業は、一口にいって学者の理論から出発したものでなく、実際の技術家によって作り上げられた」ものであり、「学問と実際とが協力するというのではなく、一体化してしまうことが大切だと思う」ゆえである、ということを自身の経験と実績を踏まえて述べている。学問については、「工学よりはむしろ理学の方を土台とした学問が根本だと思う。そして工学が中間に存在して、それからプラクティス。この位のガッチリした組立てでないと、世界の中に立って太刀打ちはできないだろう」としている。オートモ号を含む自動車製作については、「苦労して自動車を作りだしたが、その性能については、今も自信を持っている。」と結んでいる。
後の自動車製造との比較
池永が移った豊田自動織機製作所自動車部は、1936年（昭和11年）にAA型を発売。日本内燃機を創業しくろがね四起などを自ら手掛けた蒔田鉄司も同様に、オートモ号での苦労があったので、「あの時に全く新しいものに他人を煩わせないで取り組んだために、どんなものに出会っても驚かないようになりました。」と述べている。

## エピソード

### 豊川二郎
豊川二郎（とよかわ じろう、1891年 - 1921年）は豊川良平の次男で、順彌の5つ年下の弟である。もともと自動車に興味を持っていたのは順彌ではなく二郎のほうで、1908年（明治40年）以前からのことであったという。二郎は幼少期の順彌と同様、身体が虚弱で、1913年（大正2年）には東京高等工業学校（通称・蔵前。東京工業大学の前身）の機械科を3年の終わりに病で中退することになるが、その頃には『モーター』誌（極東書院）に自動車の解説記事を毎号寄稿するほど自動車に情熱を傾けていた。一方、この当時の順彌は自動車には興味がなく、二郎のそうした投稿活動には反対していたという。
1915年（大正4年）、療養を終えた二郎はオーストラリアを経て、米国を外遊し、現地の自動車事情を見聞して帰国する。その際に自動車への感銘を一層深めた二郎は、同年12月に順彌が「ダブルジャイロスコープ」の特許取得のため米国に向けて出立する際に、自動車について見て回るよう強く勧めたと考えられている。
1917年（大正6年）10月、米国から帰国した順彌は二郎と同様に自動車への理解を持つようになり、将来の日本に絶対に必要になるものだとして自動車製造を始めようとするが、当時の白楊社には自動車についての知識がある者は順彌と二郎だけで、設計ができる人間は一人もいなかった。
同年、二郎は再度渡米して自動車研究を続けようとするが、病気が再発して帰国を余儀なくされた。そこで、病気で十分な助けができない自分に代わって、二郎は東京高等工業学校時代の同級生である蒔田鉄司、池永羆、佐々木昭二を勧誘して、白楊社に相次いで入社させた（池永と佐々木は二郎の死後に入社）。二郎の後輩の渡辺隆之介も含め、東京高等工業学校出身の彼らは、白楊社に入った時点では自動車製造に賛成する者は一人もいなかったが、後に白楊社で自動車製造の中核となっていくことになる。
こうして白楊社は自動車の試作を始めるが、二郎は当時流行していたスペイン風邪に罹り、1921年（大正10年）、開発中だった試作車アレス号の完成を見ることなく、死去した。後に順彌は「Ales、Otomoは豊川兄弟の合作である。」と述べている。

### アレス号完成
完成した空冷式アレス号（S型）は、最初の試走で7、8メートル進んだだけでエンジンが焼き付き止まってしまった。見守っていた社員たちがため息を漏らす中、運転していた豊川は座席の上で立ち上がり、万歳を三唱した。不思議がる社員たちに向かって豊川は、「7メートル走ったのは、すごいことじゃないか。その次に700メートル、7,000メートルと、どんどん距離を伸ばしていけばいいことじゃないか！」と叫んだという。

### 車名の由来
前述したように、「オートモ」という車名は、豊川家の先祖の姓「大伴（おおとも）」から取られている
車名の由来について、「大伴」と「Automobile（オートモービル）」を掛けたもの（駄洒落）である、という説明がされることがあるが、豊川本人による著述・口述、あるいは『日本自動車工業史稿』のように一次資料や関係者にあたって作成された文書でそうした説明がされていない点には留意が必要である。
1958年（昭和33年）7月24日付の『自動車交通弘報』紙（この号では豊川順彌に取材してオートモ号特集を掲載している）では、由来について一枠を割き、「オートモ号の名称は一般に自動車という米語の「オートモビル」からもじったものと考えられていたが、これは誤りで、豊川氏の遠い先祖の「大伴家」の大伴を「オートモ」として名付けた物であった」と記述している。
1980年代前半に、村瀬三郎という過去に白楊社の社員だったという人物が、「ふつう、『オートモ号』は自動車の米語のオートモビルからとった、と思われ勝ちです。しかし横文字の“OTOMO”を見てわかるように、オートモビルとは関係ない。白楊社の豊川社長のご先祖が大伴旅人らの大伴家だったところからとった、と聞いています。」と、豊川からの伝として語っている。しかし、その直後に「また“OTOMO”は『おとも』（お伴の意）とも読める。もちろん、オートモビルの略という考えもあったでしょう。これらの意味を全部含めて『オートモ号』にしたのです」と、（おそらくは余計な）私見を村瀬は付け加えている。1984年（昭和59年）2月18日付の『朝日新聞』記事は、字数の少ない欄内に収めるためか、この村瀬の発言を「『オートモ号』の車名はオートモビル（自動車）の略のほかに、白楊社の豊川社長のご先祖が大伴旅人らの大伴家だったところからきている。また横文字のOTOMOは『おとも』とも読める。これらの意味を含めて『オートモ号』にした」という形にして掲載している。
なお、「アレス」号（Ales）は豊川がラテン語の辞書を見て「羽根」や「速い」という意味を持つ言葉であることから選んだ名前である。

### オートモ号の発表会
1924年（大正13年）8月の試走完了で、オートモ号は車両としてはほぼ完成したが、開発を担う技術者も製作を担う工員も量産乗用車の製造に携わった経験は無論なく、市販する上で問題となるのは生産体制だった。
当時の白楊社の従業員たちは部品さえ製造できればよいというような考えで、組み立てて調整する必要があるといったことすら理解されておらず、面倒な仕事に耐えかねた数名が退職を願い出るような有様となる。彼らを納得させるために、豊川はオートモ号の発表会を行うことにした。
同年の11月15日から17日の3日間で行われた発表会では、白楊社の従業員がオートモ号の分解組立を実演披露するという趣向が行われた。これは来場者にオートモ号の出来栄えをつぶさにみてもらうためのものでもある。初めは従業員たちからは1日に1回もできないと考えられていたが、当日は3名で1日に10数回も分解組立をこなせるほどに習熟していた。こうして、社内でも自動車の知識を付ける者が次第に増え、オートモ号の初期の生産体制が形を成していくことになる。

### 輸出車第1号
オートモ号が輸出された1925年当時の上海では1万台以上の自動車が走っており、これは当時の東京で走っている台数よりも多く、欧米の自動車会社にとって上海はアジア地域での販売主戦場のひとつでもあった。必然的に、自動車部品の需要も旺盛で、森村洋行は、横浜ゴム製BFグッドリッチタイヤの上海の日本企業向け販売を担当しており、その他の自動車部品の販売や、タクシー事業の運営等も行っていた。
オートモ号を輸入した杉山は売り込みを始める前に、まずは知人のアメリカ人に見せてみたが、説明はろくに聞いてもらえず、「日本人の発明は人力車と味の素だ、鉄製品はガスパイプ同様なものではないか」と冷やかし半分の嘲笑的な扱いを受ける。売り込みは、まず日本の会社や工場に見せて回り、購入には至らなかったものの、特に紡績工場（豊田紡織廠）の技術部の人々は熱心に車を見てくれたという。続いて、現地の中国企業にも見せて回ったが、当時の日本の工業力は軽く見られており、結局、販売は挫折することになる。宣伝も兼ねて、森村洋行でタクシーとして数台を輸入することも計画されたが、これも資金難により実現には至らず、輸出車第1号はその後の販売には続かないものとなってしまった。
なお、この「輸出車第1号」のオートモ号が上海に送られた1925年11月以前に、当時日本の領土だった朝鮮と台湾には既にオートモ号を送ったことがあったと豊川は述懐している。事実として、白楊社が1925年8月に出した広告では「朝鮮総督府へ納入せるオートモ号」として、京城府の崇礼門（南大門）前に置かれたオートモ号の写真が使われている。
輸出第1号車については、当時の専門誌である『モーター』誌など、一部で「国産車輸出第一号」として報じられてはいるが、白楊社や杉山はそのことをことさら宣伝するようなことはしなかったため、その事実はしばらく忘れ去られることになる。転機となったのは1958年頃で、タクリー号（1907年製造）から半世紀となったことを機に戦前の日本における自動車製造についての検証が盛んになり、輸出車第1号であるオートモ号も「再発見」されて脚光を浴びることになった。

### 日本自動車競走大会

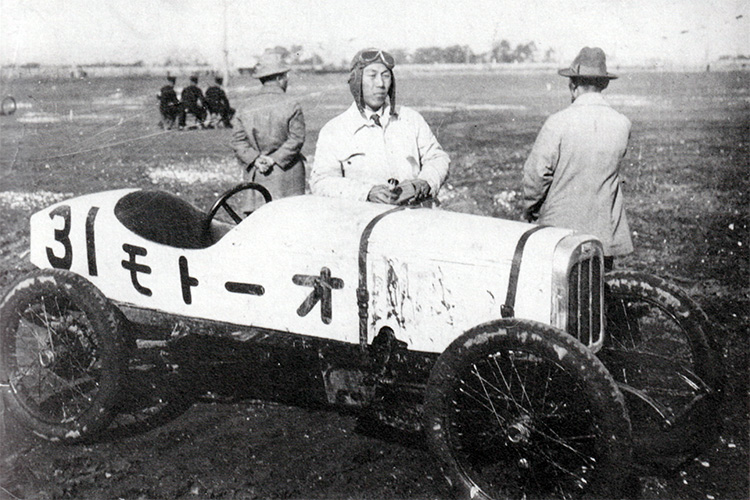
1925年12月の日本自動車競走大会（第8回大会）に参戦したレース仕様のオートモ号。

1925年（大正14年）12月の日本自動車競走大会（第8回大会）に参戦したレース仕様のオートモ号について、当時の英文記事は、ボディがレース用に流線形を意識したものに変わっている点、座席が単座化されている点、ギア比が高く設定されている点を市販車との違いとして挙げている。当時撮影されたこの車両の写真からも、ボディ形状の違いや、単座化された座席が市販車に比べてだいぶ後方に移されている（後輪車軸のほぼ真上に置かれている）ことが見てとれる。このボディは当初は市販車と同じく木の骨組みを作ってその上に板金を乗せる形で製作が進められていたが、製作途中に木の骨組みは不要との結論に至って全て取り払われ、板金の裏から帯金のようなものを使って固定する形に変更された。エンジンとシャシは市販車のそれと同一であったが、そうした改良の結果、重量は700ポンド（およそ320キログラム。市販仕様は450キログラム）まで軽量化されている。また、レース中に車体が横転してしまわないように、車体バランスも検討され、人を乗せた状態で車を横に傾けてみて重心位置のおおよその見当をつけて調整が行われた。
オートモ号の馬力（9馬力）はこのレースに出場した車両の中でも際立って低く、航空用エンジン搭載車である、上位の「ホールスカット」（200馬力）、「カーチス」（160馬力）、「ダイムラー」（100馬力）は言うに及ばず、2番目に低馬力の「オーバランド」（18馬力）でもオートモ号の倍の出力を有していた。またドライバーも、白楊社チームの堺孝が初参戦だったのに対して、他チームは藤本軍次（ダイムラー号）、榊原真一（カーチス号）ら、既にこの自動車大会に複数回の参戦経験がある当時の第一人者たちが名を連ねていた。
レース開催日の12月6日は好天気であったが、前日まで続いた雨の影響で路面はぬかるみがひどく、警察からは「余程コースの修繕を行わなければ、次回からは許可は難しいだろう」と苦言を呈されるような状況だった。ほとんどの車両はエンジン出力（馬力）を重視しているため大型で、二人乗りで重く、加えて、劣悪な路面状況はギアチェンジの回数を増やすことになり、これらの要素は軽量なオートモ号に有利に働くことになる。
このレースは、出場する12台の車両がまず3組に分けられて予選レース（1周1マイルのコースを5周）を戦い、各予選の上位2台、計6台が決勝レース（15周）を争うことになるという方式である。
決勝では、重量級の車両が深い轍を作り路面状況がさらに悪化したこともあり、10周を過ぎた頃からリタイアが続出し、カーチス号とオートモ号以外の、「ダイムラー」、「ピアスアロー」（50馬力）、「チャルマー」（25馬力）、「オークランド」（19馬力）、「オーバランド」はいずれもメカニカルトラブルを起こし、特にダイムラーは最終周までレースをリードしていたが、残り半周というところで、ぬかるみにできた大きな穴で後輪車軸を破損してしまい無念のリタイアとなる。
軽量なオートモ号を駆る堺は深い轍の少ないコースの端を選んで走り、オートモ号は直線では大馬力を誇る他の車両に抜かれていったが、路面状況の悪いところで抜き返していく展開となる。
オートモ号は優勝したカーチス号から2周遅れでのゴールとなったが、このレースを報じた『モーター』誌（1926年1月号）、英字新聞の『The Japan Advertiser』（1925年12月13日付）、『ジャパンタイムズ』はいずれも、（優勝したアート商会のカーチス号ではなく）オートモ号の活躍を最大のハイライトとして報じている。また、車両の信頼性について、水冷エンジンを搭載した車両が少なくとも一度はオーバーヒートを起こしたのに対し、オートモ号の空冷式943ccエンジンはオーバーヒートの兆候すら見せなかったため、「絶対的な信頼性」を示したことがレース後に賞賛されている。
並み居る外国車を破ったことは大いに讃えられ、この出来事はそれまで自動車製造への理解が薄かった白楊社の従業員の意識を変え、自動車製造への誇りと自信を生んだという。

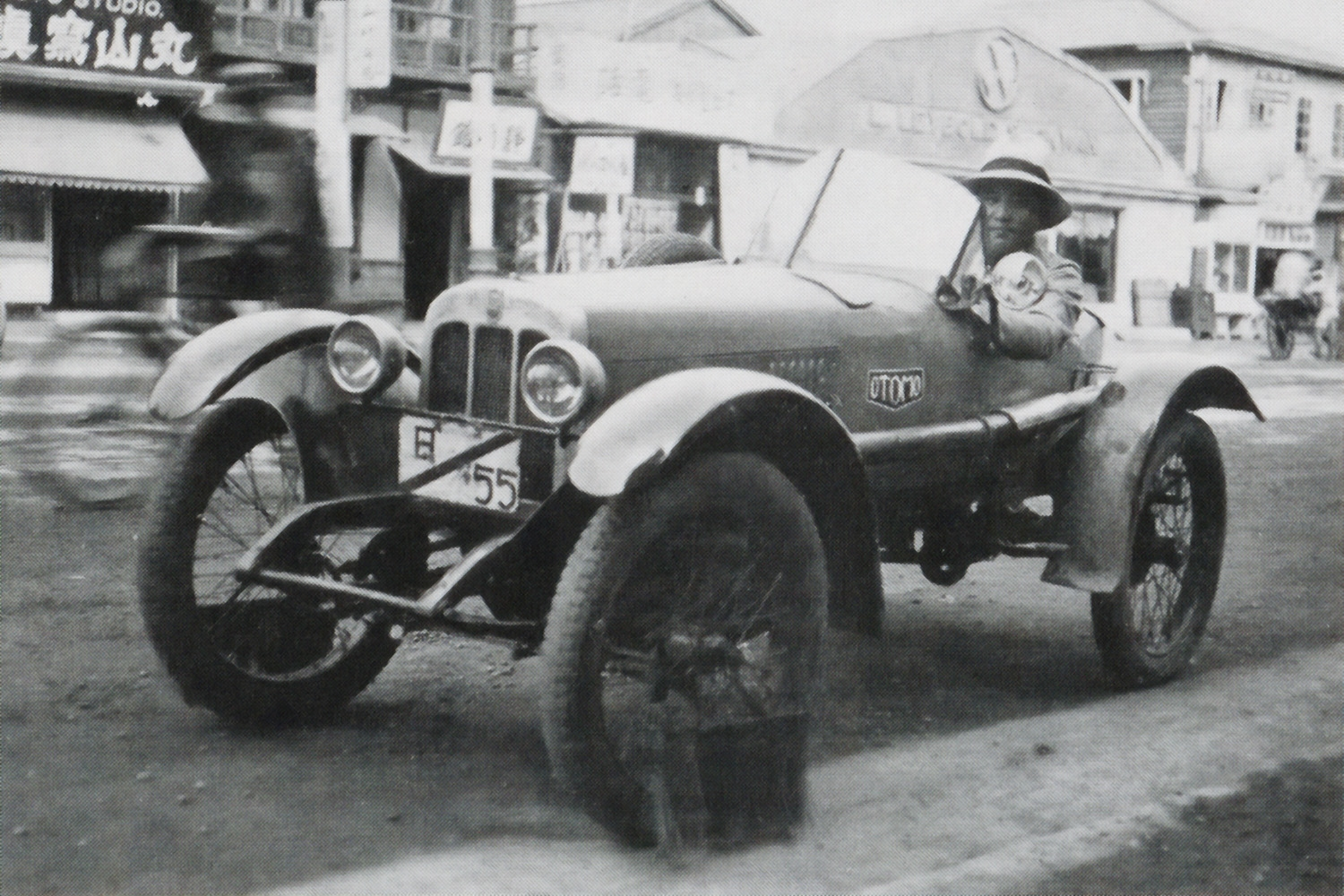
このレースの後、レーサー仕様のオートモ号は公道走行が可能なように再度の改造が施された。写真は斎藤斉（豊川順彌の実弟）に貸し出された時のものだと考えられている。

このレースでのオートモ号の活躍は当時の自動車愛好家広くに印象的な出来事だったようであり、戦後の1958年に発行された自動車ガイドの中ではオートモ号について紹介するにあたって、（他のことは知らなくても）このレースの結果は「年配の人たちならば記憶しておられるだろう。」と書かれている。

## 略史

### 白楊社時代
- 1920年（大正9年）
  - 6月12日、豊川良平死去。遺産の全てが長男豊川順彌（白楊社社長）に相続される[137]。
  - 12月頃、白楊社が試作車（アレス号）の開発に着手[137][17]。
- 1921年（大正10年）
  - 豊川二郎死去。
  - 末、アレス号（S型とM型）が完成[20]。
- 1922年（大正11年）
  - 3月、アレス号（S型とM型）が平和記念東京博覧会に出品され、銀賞（銀牌）を受賞[20]。
- 1923年（大正12年）
  - 9月1日、関東大震災が発生。東京市内の路面電車網は壊滅し、市はフォード・T型トラックを数百台揃えてバスに転用（円太郎バス）して代行を図る。関東の多くの道路も被災したが、震災以後、自動車の有用性が広く認識されるようになる[112][149]。
  - 9月、オートモ号試作車の製作が始まる[30]。
  - 空冷943㏄（Lヘッド）エンジンを搭載した改良型アレス号が完成[20]。
- 1924年（大正13年）
  - オートモ号試作車が完成[30]。改良型アレス号とともに各地で試走を重ねる[30]。
  - 8月末、オートモ号試作車が東京から大阪までの40時間ノンストップのテスト走行に成功[30]。
  - 11月、オートモ号が発売される[30]。
- 1925年（大正14年）
  - 2月、横浜で日本フォード自動車社が設立され、横浜工場でT型のノックダウン生産を開始。
  - 11月、オートモ号の価格改定（値下げ）が行われる[37]。
  - 11月28日、オートモ号が上海に輸出される[3][5]。（日本車の輸出第1号[3][4][5][Web 1]）
  - 12月6日、東京・洲崎で開催された日本自動車競走大会（第8回大会）で、唯一の国産車として参戦したオートモ号（レース仕様）が予選1位、決勝2位となる[50]。
- 1926年（大正15年／昭和元年）
  - オートモ号の販売台数がこの年にピークを迎える。
  - 4月、市販仕様のオートモ号が大阪─東京間のノンストップレースに参加し、完走を遂げる[39]。
- 1927年（昭和2年）
  - 春、空冷1,331㏄の大排気量エンジンを搭載したオートモ号が発売され、従来の943㏄エンジンは生産を終了。
  - 4月、大阪でゼネラルモーターズがノックダウン生産を開始。
  - 夏、水冷1,487ccのエンジンを搭載したオートモ号が発売され、従来の空冷エンジンは生産を終了。
- 1928年（昭和3年）
  - 春、オートモ号の生産終了。白楊社も事実上解散する[5]。
- 1929年（昭和4年）
  - 春、残務処理が終わり、白楊社が閉鎖される[5]。

### 白楊社閉鎖後
- 1931年（昭和6年）
  - 豊川が3,000ccの空冷式V8エンジンを試作（未完成）[86]。
- 1958年（昭和33年）
  - 10月、東京・後楽園競輪場で開催された第5回全日本自動車ショウ（東京モーターショー）にオートモ号の現存車が出品される[80][123][Web 7]。
  - この時期はタクリー号から半世紀ということで戦前の日本の自動車工業史を見直す機運が日本国内で盛り上がっており、オートモ号もその果たした歴史的意義が見直され、豊川らは著述や口述で記録を残す若干の機会を得ている。
- 1965年（昭和40年）
  - 3月7日、豊川順彌死去。
- 1966年（昭和41年）
  - 4月12日、豊川が保管していたオートモ号の部品や資料類が豊川の遺族により国立科学博物館に寄贈される[122]。
- 1995年（平成7年）
  - 8月、国立科学博物館とトヨタ博物館がオートモ号復元に向けた共同調査を開始[122]。
- 1999年（平成11年）
  - 1月、オートモ号の復元車が完成[125]。

## 登場作品

### アニメ・漫画
『大正野球娘。』（漫画版: 2008 - 2011年、アニメ版: 2009年）
1925年（大正14年）が舞台で、登場人物の一人である小笠原晶子の自家用車として、3人乗りの幌型が登場。

『栄光なき天才たち2011』（2011年）
下記項目を参照。

## 関連書籍・記事
書籍
- 自動車工業会編『日本自動車工業史稿』第2巻（自動車工業会、1967年）

第6部「自動車工業の端緒期」中の第12章「白楊社」で豊川順彌、白楊社、オートモ号の各概略について、第7部「自動車と部品の輸出」でオートモ号の輸出について、それぞれ詳述されている。「白楊社人事記録」から引用された箇所などもあり、白楊社資料を参照して書かれていることが窺える。後の書籍に載っているエピソードの多くはこの書籍を主要な典拠としている。
- トヨタ博物館編『大正ロマン オートモ号復元の記録』（トヨタ博物館、1999年）

オートモ号復元車の製作記録と、豊川順彌、白楊社の概要について記述されている。
- 鈴木一義『20世紀の国産車 ─高嶺の花がマイカーとなるまで─』（三樹書房、2000年）ISBN 978-4-89522-255-6

21.と22.で豊川順彌、白楊社、オートモ号について、短く記述されている。表紙ほかで、復元車や当時の実車の写真が数多く使われている。国立科学博物館の研究員である著者はオートモ号の復元（1999年完成）に携わった人物で、同じく復元に関わった豊川慶（豊川順彌の次男）からの話が記述されている。
- 桂木洋二『苦難の歴史 国産車づくりへの挑戦』（グランプリ出版、2008年）ISBN 978-4-87687-307-4

第5章で豊川順彌、白楊社、オートモ号について、当時の背景事情も交えて詳述されている。

記事
- 「オートモ号は生きていた」、『自動車交通弘報』（自動車交通弘報社、1958年7月24日付）

3面に渡るオートモ号特集記事で、豊川順彌、杉山丈夫（輸出第1号のオートモ号を購入した人物）のインタビュー記事が掲載されている。

- 豊川順彌「よき時代のよき自動車」、『モーターマガジン』（モーターマガジン社）1959年1月号～6月号所収

豊川が自身の半生、自動車製作、自身の考え方について語っている。
全5回で連載され、最終の1959年6月号では補足記事（全5回では使われなかった端書）が掲載された。

漫画
- 森田信吾『栄光なき天才たち2011』（集英社、2012年）ISBN 978-4-08-879282-8

豊川順彌の一生を描いた漫画作品。上述の『日本自動車工業史稿』や「よき時代のよき自動車」などに記載されているエピソードを細部まで拾って構成されている。オートモ号の復元に携わった鈴木一義（国立科学博物館 研究員）が監修を担当。巻末に豊川慶（豊川順彌の次男）が寄稿している。

映像
- 『純国産車オートモ号誕生』（自動車工業振興会、2001年）

オートモ号復元にあたって制作された、オートモ号についてのドキュメンタリー。